# Närlinge gravkor
Närlinge gravkor (även känt som Närlingekoret eller Närlingegraven) är ett gravkor i Björklinge kyrka.
Johan Leijoncrona den äldres på Närlinge arvingar bekostade 1688 ett gravkor i Björklinge kyrka. Det ligger mellan läktaren och dörren på södra långväggen. Där vilar Johan Leijoncrona (född Holm, adlad Leijoncrona år 1653) och hans hustru Barbara Dorotea Crumbygel i varsin kista av koppar. Sju av deras barn och mågar är också gravsatta där.
När familjen von Engeström tog över graven lär en mängd ben och trasiga kistor ha blivit nedgrävda på kyrkogården. Bland dessa fanns troligen tre av Johan Leijoncronas ogifta söner, vars begravningsvapen hänger i kyrkan.
När graven öppnades 1859 var flera av de äldre kistorna sönderfallna. I en av dem låg två lik, en kvinna och en man. Mannen hade troligen blivit ditlagd från någon av de trasiga kistorna. Tretton kistor fanns i graven.

## Identifierade personer begravda i Närlinge gravkor
1. Johan Leijoncrona d.ä. (död 1683)
2. Barbara Dorotea Crumbygdel
3. Katarina Elisabeth Leijoncrona (1651-1716) (dotter till 1 & 2)
4. Cajsa Gyllenstedt (1691-1719) (dotter till 3)
5. Charlotta Lovisa Gyllenstedt (1704-1707) (dotter till 3)
6. Friherre Baron Christopher Trotzig (1692-1740) (gift Leijoncrona)
7. Major Johan Ihre (1740-1783)
8. Hedvig Maria Ihre (1746-1798) (syster till 7)
9. Lagmannen Jonas von Engeström (1737-1807) (make till 8)
10. Häradshövding Johan Mathias von Engeström (1776-1828) (son till 8 & 9)
11. Notarien Jonas von Engeström (1779-1819) (son till 8 & 9)
12. Johanna Beata von Engeström (1773-1812) (dotter till 8 & 9)
13. Johan Wilhelm Liljencrantz (1768-1816) (make till 12)
14. Johan Ludvig Liljencrantz (son till 12 & 13)